# Arthur Jeffery
Arthur Jeffery (* 18. Oktober 1892 in Melbourne, Victoria (Australien); † 2. August 1959 in South Milford, Nova Scotia, Kanada) war ein bedeutender Semitist.

## Leben
Jeffery war Professor für Semitische Sprachen erst in Madras, dann an der (1921 als Teil der American University in Cairo gegründeten) School of Oriental Studies und bis zu seinem Tode in New York am Union Theological Seminary, das mit der Columbia University verbunden ist. Er ist der Autor wichtiger Werke zur Geschichte des Korantextes. In seinem Buch The Foreign Vocabulary of the Qur'an untersucht er die Herkunft von 318 Fremdwörtern nicht-arabischer Herkunft, die sich im Koran finden.

## Veröffentlichungen (Auswahl)
Aufsätze
- The Mystic Letters of the Koran. In: The Muslim World, Bd. 13 (1924), S. 247–260.
- A Variant Text of the Fatiha. In: The Muslim World, Bd. 29 (1939), S. 158–162.
- The Orthography of the Samarqand Codex. In: Journal of the American Oriental Society, Bd. 63 (1943), S. 175–195 (zusammen mit Isaac Mendelsohn).

Bücher
- The Qur'an as scripture. London 1932; Nachdruck Books for Libraries, New York 1980, ISBN 0-8369-9263-6.
- Materials for the History of the Text of the Qur’ān. The old codices. Leiden 1938; Nachdruck AMS Press, New York 1975, ISBN 0-404-56282-5.
- The Foreign Vocabulary of the Qur’ān. Baroda 1938; Nachdruck Brill, Leiden 2007, ISBN 978-90-04-15352-3. (Digitalisat).

| Personendaten    | Personendaten    |
| ---------------- | ---------------- |
| NAME             | Jeffery, Arthur  |
| KURZBESCHREIBUNG | Semitist         |
| GEBURTSDATUM     | 18. Oktober 1892 |
| GEBURTSORT       | Melbourne        |
| STERBEDATUM      | 2. August 1959   |
| STERBEORT        | South Milford    |